# La Mision (Cochabamba)
La Mision es una localidad boliviana perteneciente al municipio de Chimoré, ubicado en la provincia de Carrasco del departamento de Cochabamba. En cuanto a distancia, La Mision se encuentra a 232 km de la ciudad de Cochabamba, la capital departamental, a 26 km de Puerto Aurora y a 44 km de Chimoré. 
Según el último censo de 2012 realizado por el Instituto Nacional de Estadística de Bolivia (INE), la localidad cuenta con una población de 1265 habitantes y está situada a 200 metros sobre el nivel del mar.

## Demografía

### Población de La Mision
| Año  | Población | Fuente                  |
| ---- | --------- | ----------------------- |
| 1992 | 400       | Censo boliviano de 1992 |
| 2001 | 955       | Censo boliviano de 2001 |
| 2012 | 1265      | Censo boliviano de 2012 |